# الفرات
| تركيا |
| سوريا |

| سوريا  |
| العراق |

| تركيا |
| سوريا |

| سوريا  |
| العراق |

الفُرات  هو أحد الأنهار الكبيرة في جنوب غربي آسيا وأكبر نهر في الصفيحة العربية، وينبع النهر من جبال طوروس في تركيا ويتكون من نهرين في آسيا الصغرى هما مراد صو (أي ماء المراد) شرقاً، ومنبعه بين بحيرة وان وجبل أرارات في أرمينيا، وقره صو (أي الماء الأسود) غرباً ومنبعهُ في شمال شرقي الأناضول. والنهران يجريان في اتجاه الغرب ثم يجتمعان فتجري مياههما جنوبا مخترقة سلسلة جبال طوروس الجنوبية. ثم يجري النهر إلى الجنوب الشرقي وتنضم إليه فروع عديدة قبل مروره في الأراضي السورية ليجري في الأراضي العراقية ويلتقي بنهر دجلة في منطقة كرمة علي ليكوِّن شط العرب الذي يصبُّ في الخليج العربي. 
من خصائصه أنه هو[بحاجة لمصدر] ونهر النيل يعدان أغزر نهرين في الوطن العربي.
ويدخل نهر الفرات في الأراضي السورية عند مدينة جرابلس، وفي سوريا ينضم إليه نهر البليخ ثم نهر الخابور في بلدة البصيرة في محافظة دير الزور وثم يمر في محافظة الرقة ويتجه بعدها إلى محافظة دير الزور، ويخرج منها عند مدينة البوكمال. ويدخل أراضي العراق عند مدينة القائم في محافظة الأنبار ليدخل بعدها محافظة بابل ويتفرع منه شط الحلة ثم يدخل نهر الفرات إلى محافظة كربلاء ثم إلى محافظة النجف ومحافظة الديوانية ثم محافظة المثنى ثم محافظة ذي قار ليتوسع ليشكل الأهوار، ويتحد معه في العراق نهر دجلة فيشكلان شط العرب الذي تجري مياهه مسافة 90 ميلا (120 كم) لتصب في الخليج العربي. ويبلغ طول نهر الفرات من منبعه في تركيا حتى مصبه في شط العرب في العراق حوالي 2940 كم منها 1176 كم في تركيا و610 كم في سوريا و1160 كم في العراق، ويتراوح عرضه بين 200 إلى أكثر من 2000 متر عند المصب. ويطلق على العراق بلاد الرافدين لوجود نهري دجلة والفرات بها.

## التسمية
الفرات في اللغة العربية تعني كل ماء عذب، ويقال ماء فرت، ومياه فرات،
والتسمية وردت في القرآن الكريم:
- ﴿وَهُوَ الَّذِي مَرَجَ الْبَحْرَيْنِ هَذَا عَذْبٌ فُرَاتٌ وَهَذَا مِلْحٌ أُجَاجٌ وَجَعَلَ بَيْنَهُمَا بَرْزَخًا وَحِجْرًا مَحْجُورًا ۝٥٣﴾ سورة الفرقان [الآية:53].[3]
- ﴿وَمَا يَسْتَوِي الْبَحْرَانِ هَذَا عَذْبٌ فُرَاتٌ سَائِغٌ شَرَابُهُ وَهَذَا مِلْحٌ أُجَاجٌ وَمِنْ كُلٍّ تَأْكُلُونَ لَحْمًا طَرِيًّا وَتَسْتَخْرِجُونَ حِلْيَةً تَلْبَسُونَهَا وَتَرَى الْفُلْكَ فِيهِ مَوَاخِرَ لِتَبْتَغُوا مِنْ فَضْلِهِ وَلَعَلَّكُمْ تَشْكُرُونَ ۝١٢﴾ سورة فاطر [الآية:12].[4]
- ﴿وَجَعَلْنَا فِيهَا رَوَاسِيَ شَامِخَاتٍ وَأَسْقَيْنَاكُمْ مَاءً فُرَاتًا ۝٢٧﴾ سورة المرسلات [الآية:27].[5]

ويرجع البعض التسمية إلى كلمة أرامية قديمة ( فرت) وتعني الخصب والنمو.
| اللغة      | أسماء الفرات        |
| بالعربية   | الفرات              |
| بالأكادية  | Pu-rat-tu           |
| بالأرامية  | ܦܪܬ Prāṯ, Froṯ      |
| بالأرمنية  | Եփրատ Yeṗrat        |
| باليونانية | Ευφράτης Euphrátēs  |
| بالعبرية   | פְּרָת Pĕrāṯ           |
| بالكردية   | فره ات Firat, Ferat |
| بالفارسية  | فرات Forat          |
| بالسامرية  | Buranun             |
| بالتركية   | Fırat               |

## نهر الفرات في التاريخ

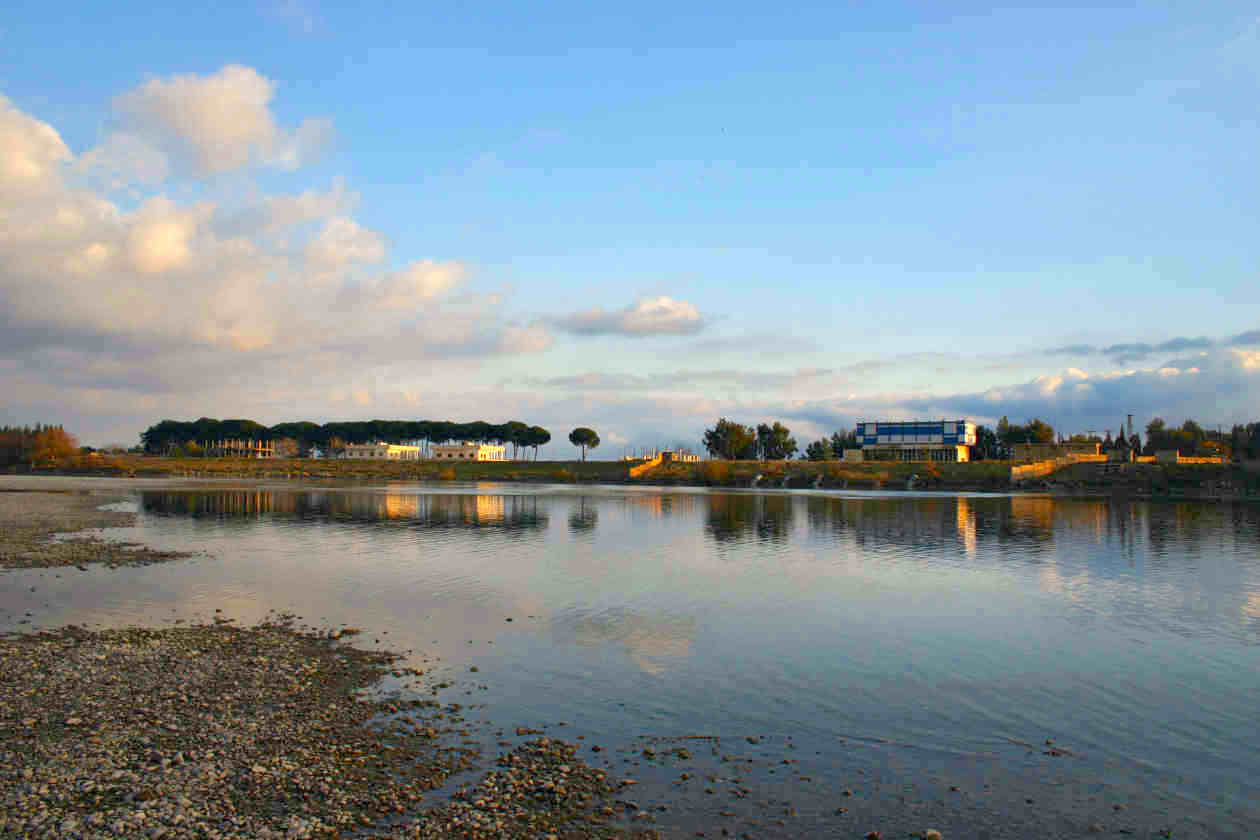
نهر الفرات يمر من مدينة الرقة، في سوريا

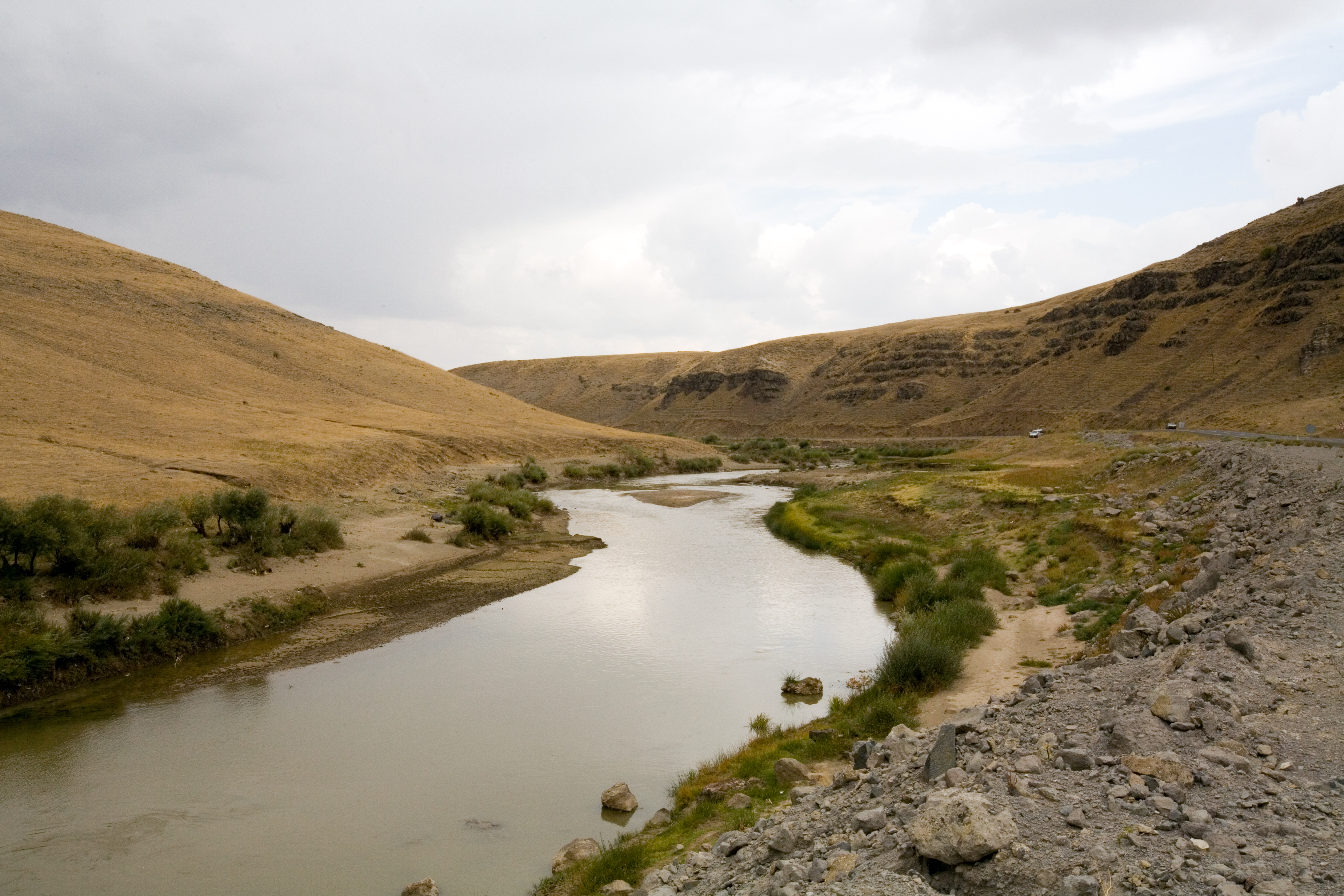
مراد صو

كان يسمى من قبل شعوب المنطقة بالنهر الكبير أو النهر، كما كان الحد الفاصل بين الشرق والغرب بين بلاد آشور وبابل وبلاد شمال أفريقيا، وكانت كل من هاتين القوتين تسعيان لامتلاك الأراضي الواقعة بين وادي النيل والفرات. أيضا كان الفرات الحد الفاصل بين الشرق عن الغرب في عهد الفرس. كما كان أحد حدود المملكة السلوقية وكان يعد الحد الشرقي للإمبراطورية الرومانية. وكانت بابل أعظم مدينة على شواطئه وكركميش المدينة الحثيّة شمال الجزيرة السورية (الفراتية). وقد شهدت ضفاف هذا النهر معارك عديدة أشهرها المعركة التي انتصر فيها نبوخذ نصر الكلداني على فرعون نخاو الثاني المصري 605 ق.م. ذكر الفرات مرات عديدة في الكتب المقدسة لما له من دور حيوي في حياة سكان بلاد ما بين النهرين قديما وحديثا.

## الروافد الداعمة لنهر الفرات

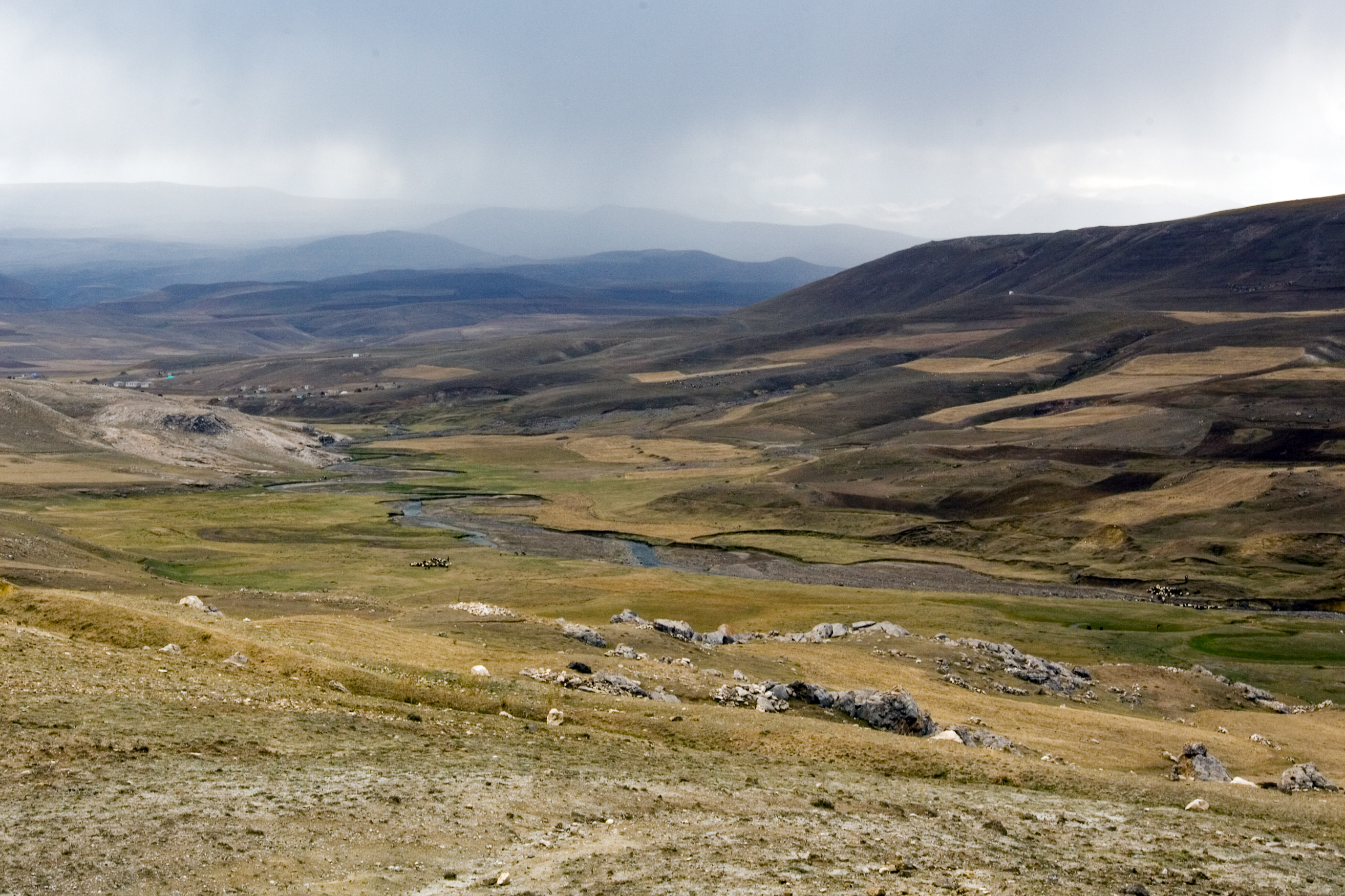
منظر لنهر مورات

يتم رفد الفرات بالمياه من سوريا عبر ثلاثة أنهار ؛ الساجور والبليخ والخابور. والذي تنبع مياهها من سفوح جبال طوروس على طول الحدود السورية التركية وتضيف كمية قليلة نسبياً من المياه إلى نهر الفرات. الساجور هو أصغر هذه الروافد. حيث ينبع من مجريين بالقرب من غازي عنتاب وتجف اغلب مياهه في منبج قبل أن تصب في خزان سد تشرين. أما البليخ فيتلقى معظم مياهه من نبع كارستي القريب من عين العروس ويجري جنوباً حتى يصل إلى نهر الفرات عند مدينة الرقة. ومن حيث الطول وحوض الصرف والتصريف فإن الخابور هو النهر الأكبر بين هذه الثلاثة. وتقع ينابيعه الرئيسية حول رأس العين، و يتدفق نهر الخابور إلى الجنوب الشرقي مروراً بالحسكة، و يتحول جنوباً ويصب في نهر الفرات بالقرب من البصيرة. وبمجرد دخول نهر الفرات إلى العراق، لا تعود هناك روافد طبيعية للفرات، على الرغم من وجود قنوات تربط حوض الفرات بحوض دجلة.
| رقم | اسم النهر   | الطول             | حجم مستجمعات المياه       | التسريح                            | بنك          |
| --- | ----------- | ----------------- | ------------------------- | ---------------------------------- | ------------ |
| 1   | كارا سو     | 450 كـم (280 ميل) | 22,000 كـم2 (8,500 ميل2)  |                                    | التقاء نهرين |
| 2   | نهر مراد    | 650 كـم (400 ميل) | 40,000 كـم2 (15,000 ميل2) |                                    | التقاء نهرين |
| 3   | نهر ساجور   | 108 كـم (67 ميل)  | 2,042 كـم2 (788 ميل2)     | 4.1 م 3 / ث (145 قدم مكعب / ثانية) | يمين         |
| 4   | نهر البليخ  | 100 كـم (62 ميل)  | 14,400 كـم2 (5,600 ميل2)  | 6 م 3 / ث (212 قدم مكعب / ثانية)   | غادر         |
| 5   | نهر الخابور | 486 كـم (302 ميل) | 37,081 كـم2 (14,317 ميل2) | 45 م 3 / ث (1600 قدم مكعب / ثانية) | غادر         |

## إناء التفريغ

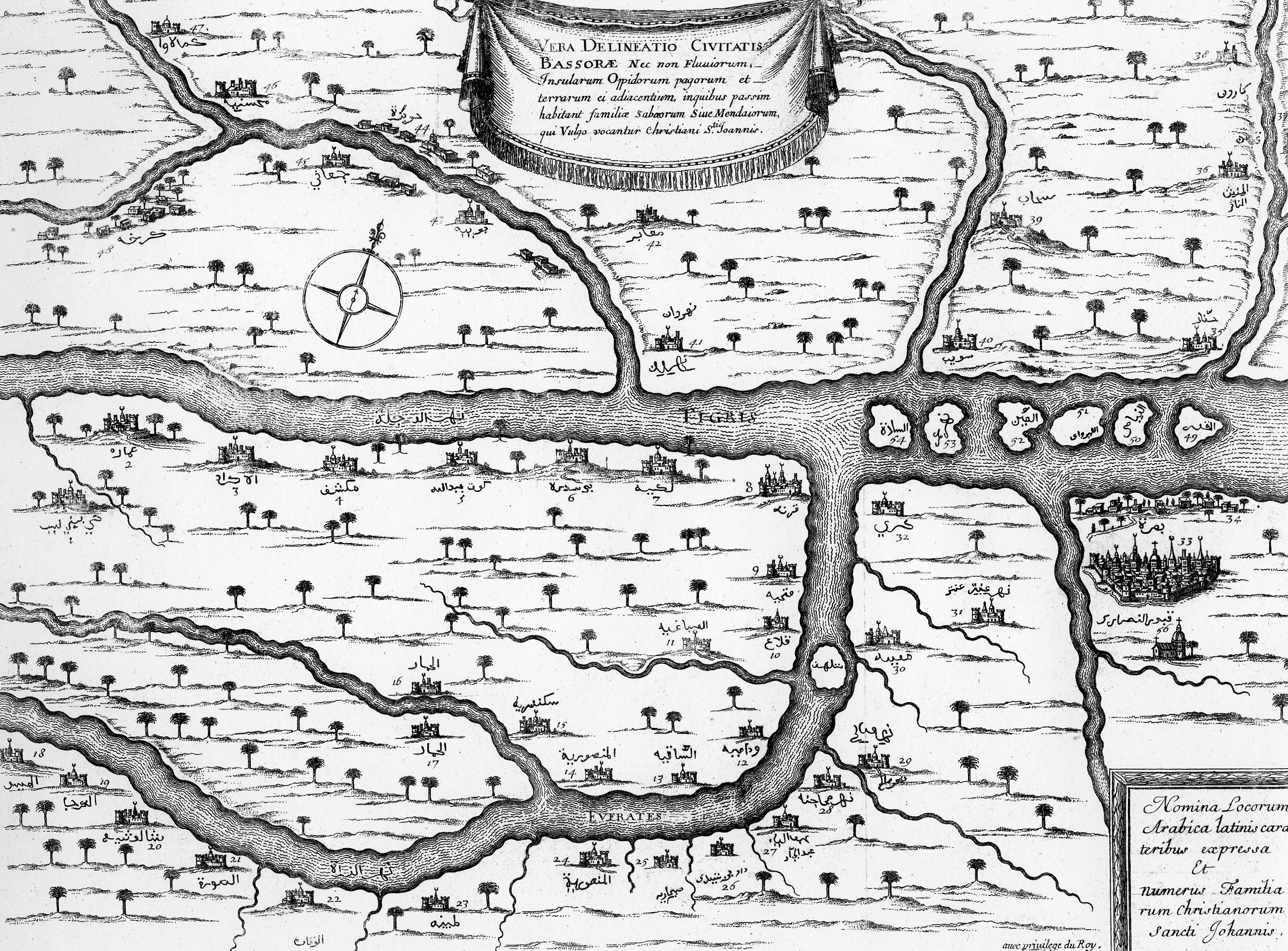
خريطة فرنسية من القرن السابع عشر تظهر نهري دجلة والفرات

تغطي أحواض تصريف نهر كارا سو ونهر مورات مساحة قدرها 22,000 كيلومتر مربع (8,500 ميل2) و 40,000 كيلومتر مربع (15,000 ميل2) على التوالي. تختلف تقديرات مساحة حوض تصريف الفرات بشكل كبير؛ من 233,000 كيلومتر مربع (90,000 ميل2) إلى ارتفاع 766,000 كيلومتر مربع (296,000 ميل2). وتشير التقديرات الأخيرة إلى أن مساحة الحوض تبلغ 388,000 كيلومتر مربع (150,000 ميل2)، 444,000 كيلومتر مربع (171,000 ميل2) و 579,314 كيلومتر مربع (223,674 ميل2). يقع الجزء الأكبر من حوض الفرات في تركيا وسوريا والعراق. ووفقاً لمعلومات الخبراء، تبلغ حصة تركيا 28 في المائة، وسورية 17 في المائة، وحصة العراق 40 في المائة. وتقدر النسب المئوية لحوض الصرف الواقع داخل تركيا وسوريا والعراق بـ 33 و20 و47 بالمئة. وتقدر بعض المصادر أن حوالي 15 بالمائة من حوض الصرف يقع داخل المملكة العربية السعودية، في حين يقع جزء صغير داخل حدود الكويت. وجزء صغير من الصحراء الشرقية في الأردن، 220 كيلومتر مربع (85 ميل2) يصب في اتجاه الشرق وليس في الغرب.

## خصائص النهر
- يستقبل نهر الفرات معظم مياهه من خلال هطول الأمطار، وذوبان الثلوج.
- ترتفع مياه نهر الفرات بشكل خاص وكبير خلال الأشهر الممتدة من أبريل وحتى مايو.
- ينخفض تدفق مياه نهر الفرات خلال الصيف والخريف.
- المنبع الرئيسي لنهر الفرات في تركيا الشرقية، ثمّ تتدفق إلى الخليج العربي، وهي في طريقها تمر عبر تركيا وسوريا والعراق.
- ازدهرت العديد من الحضارات على ضفاف نهر الفرات خلال العصور القديمة، وكان من أهم حضاراتها إمبراطورية بلاد ما بين النهرين التي كانت جزءًا من ما يسمى بالهلال الخصيب.
- في كثير من الأحيان استخدم الفرات كحدود بين الممالك المختلفة، كما كان مسرحاً للمعارك في العصور القديمة.
- كان نهر الفرات جزءاً من "طريق الحرير"، وهو طريق تجاري يمر عبر آسيا الوسطى وبلاد الرافدين، وكانت مدينة حلب السورية محطة رئيسية على طول الطريق التجاري الشهير.
- بنيت مدينة بابل التي تعتبر أهم المدن في العالم القديم على طول نهر الفرات. بنيت العديد من السدود الكبيرة على طول نهر الفرات، وكان أهمها سد الفرات الذي بلغ ارتفاعه 200 قدم.
- على الرغم من أنّ نهر الفرات لازال من أهم الأنهار حول العالم، إلا أنّه واجه العديد من المشكلات التي أثرت عليه بشكل سلبي، فتحولت التربة الخصبة إلى أرض قاحلة، وجافة.
- نهر الفرات في الأديان السماوية ذكر نهر الفرات في الديانتين المسيحية والإسلامية، أما في المسيحية فقذ ذكرت الآية من سفر التكوين أنّ الفرات نهر من أنهار الجنة، ثمّ ذكر بعد ذلك في الديانة الإسلامية فجاء في صحيح مسلم أنّ النبي محمد صلى الله عليه وسلم قال: (سيحان وجيحان والفرات والنيل كل من أنهار الجنة). وأخيراً، على الرغم من الأهمية الكبيرة التي يحتلها نهر الفرات في الشرق الأوسط، إلا أنّه يواجه اليوم العديد من المشكلات الناتجة عن الإهمال كالتلوث الناجم عن تحويل مياه الصرف الصحي إليه.

## مسار النهر في الأراضي العربية

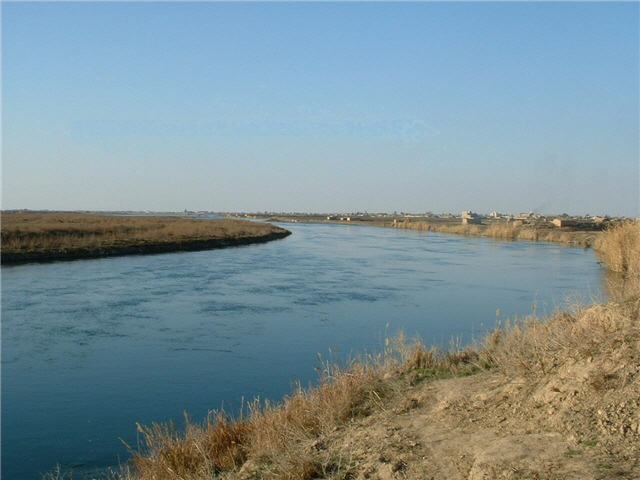
صورة لنهر الفرات كما شوهد من مدينة البوكمال.

### مسار نهر الفرات في سوريا
بمجرّد دخول نهر الفرات في الأراضي السورية فإنّه يمر من خلال جرابلس، ثمّ يمضي ليخترق محافظة الرقة، وفي الطريق ما بين جرابلس والرقة يتّحد معه كلٌّ من نهري البليخ والخابور. بعد أن يمرّ من الرقة يمر من خلال دير الزور، ويخرج من البوكمال.

### مسار نهر الفرات في العراق
يدخل نهر الفرات دولة العراق من جهة محافظة الأنبار من مدينة القائم تحديداً، لينتقل بعدها إلى بابل، ثمّ إلى كربلاء، إلّا أنّه قبل أن يدخل في كربلاء يتفرّع منه شط الحلة، وبعد كربلاء يسير إلى أن يصل كلّاً من النجف والديوانية، فالسماوة، فالناصرية، إلى أن يتّحد من النهر العظيم الآخر دجلة حتّى يشكّلا معاً شط العرب، والّذي يصبّ في النهاية في الخليج العربي.

## الأنشطة البشرية

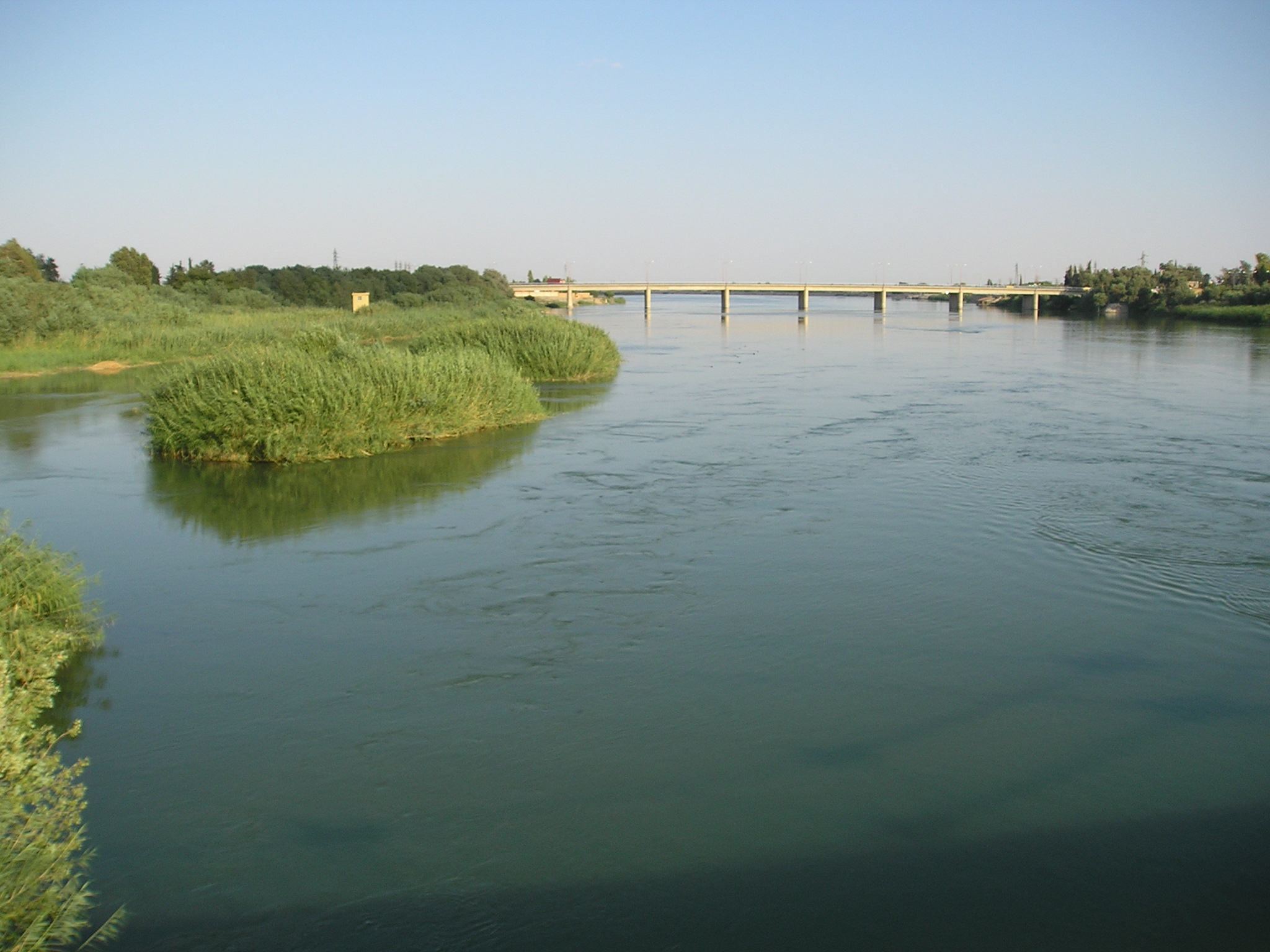
مجرى نهر الفرات قرب دير الزور في سوريا

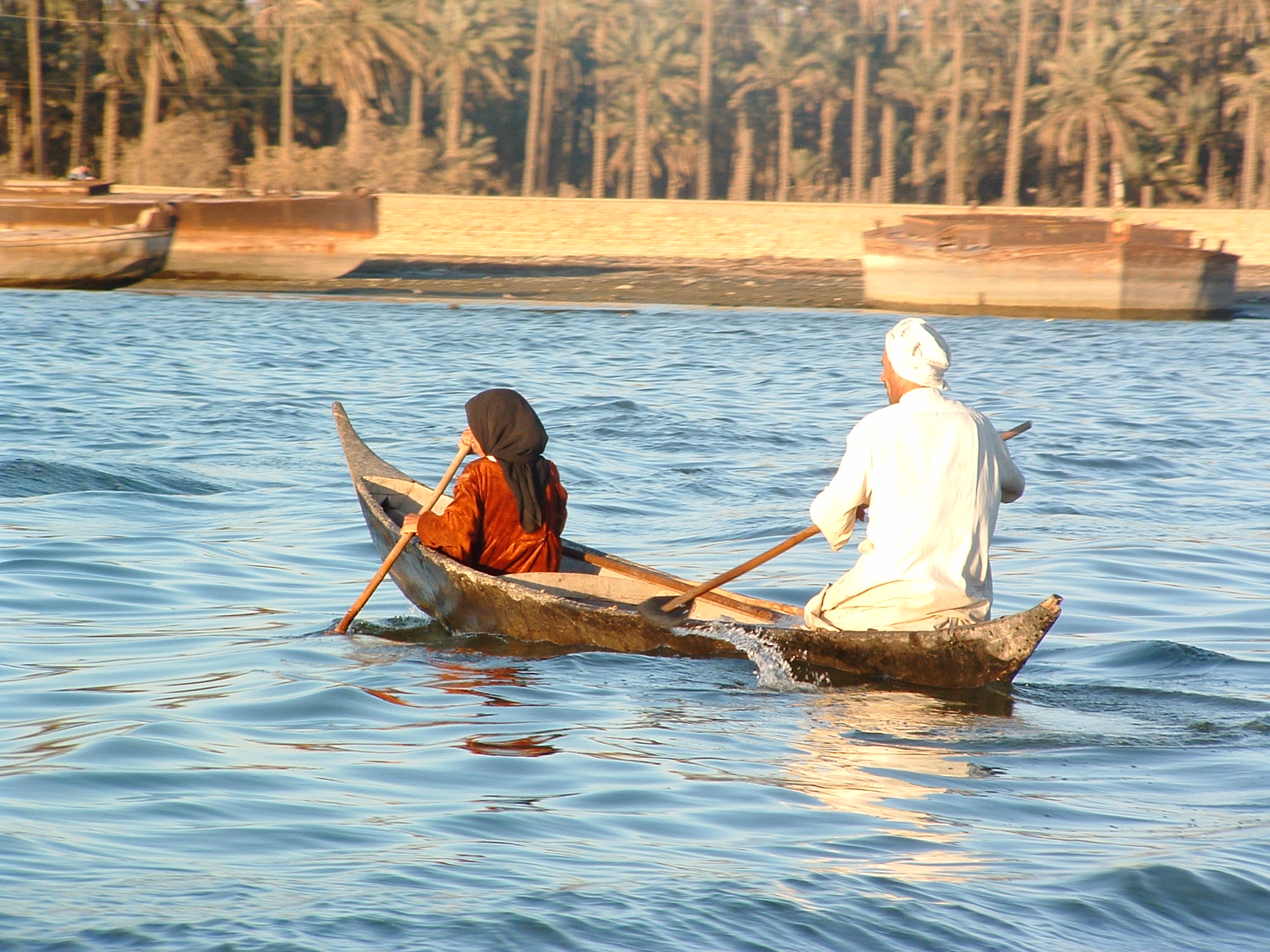
قارب محلي في نهر الفرات في العراق

منذ فجر التاريخ، كانت ضفاف نهر الفرات (بالإضافة لضفاف نهر دجلة، وما بينهما) المهد الأساسي لابتكار الزراعة المروية قبل حوالي 12 ألف عام. كما مارست الشعوب المقيمة على ضفافه صيد الأسماك والنقل النهري والتجارة البينية، وتتابعت الأنشطة البشرية الاقتصادية وبنيت آلاف المدن والقرى عبر آلاف السنين على ضفافه، بعضها لايزال حيّاً إلى اليوم.
مؤخراً، تزايدت وتيرة استثمار مع بناء عشرات السدود وتأسيس المزارع الجماعية الواسعة على ضفافه.
- في تركيا، يوجد 22 سد و19 محطة كهرمائية ضمن مشروع جنوب شرق الأناضول لاستصلاح مساحة كبيرة تعادل بلجيكا. أكبر السدود التركية هو سد أتاتورك الواقع على مسافة قريبة من الحدود السورية، ويحجز خلفه بحيرة صناعية كبيرة جداً تصل مساحتها إلى 817 كم². ويلي سد أتاتورك من حيث الحجم سد كيبان حيث يحجز خلفه بحيرة صناعية بمساحة 675 كم².
- في سورية، توجد 5 سدود على الفرات، أقيمت 3 منها (الكبيرة) في منتصف ستينيات القرن العشرين ضمن مشروع سد الفرات أو سد الثورة الذي شكل خلفه بحيرة اصطناعية كبيرة اسمها بحيرة الأسد تقع في محافظة الرقة قرب مدينة الثورة يحجز كمية من المياه تصل إلى 11.6 مليار متر مكعب قبل مدينة الرقة. واسم السد الآخر هو سد البعث ويقع في محافظة الرقة في مدينة المنصورة وأنشئ السدان الأخيران في أواخر الثمانينات للري السطحي. تنوي الحكومة السورية حالياً إنشاء سد كبير آخر في منطقة التبني شمال دير الزور.
- في العراق يوجد 7 سدود عاملة على الفرات منذ سبعينيات القرن العشرين. وفي أوائل الثمانينيات، من أهمها سد حديثة. تم وصل الفرات مع دجلة بقناة قرب سامراء.

## تقاسم المياه بين الدول المتشاطئة

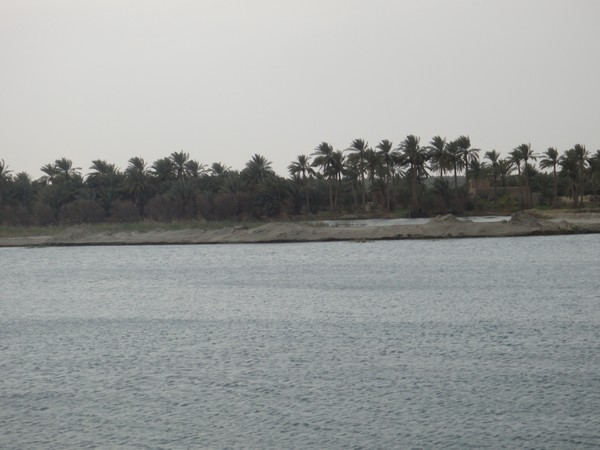
نهر الفرات في الحلة في العراق

لا يوجد اتفاق نهائي لتقاسم مياه الفرات بين الدول المتشاطئة وهي كل من تركيا وسوريا والعراق إلا أن الاتفاقية السورية التركية المؤقتة لعام 1987 تنظم الحصص بين سوريا وتركيا والتي تحصل بموجبها سوريا على معدل تدفق لا يقل عن 500 متر مكعب بالثانية من مياه نهر الفرات في حين اتفقت سوريا مع العراق عام 1989 على إطلاق 58% من مياه نهر الفرات الواردة إليها من تركيا فيما تكون الحصة الباقية لسوريا وهي 42%.

## أزمة جفاف النهر سنة 2021
في ربيع سنة 2021 تداول نشطاء عبر وسائل التواصل الاجتماعي صوراً مأساوية لحال نهر الفرات القسم المار في سوريا، بعد أن تراجع منسوب تدفق المياه فيه إلى أقل من النصف.
وقال المرصد السوري لحقوق الإنسان إن منسوب نهر الفرات انخفض بمعدل خمسة أمتار لأول مرة في التاريخ بسبب حجب الجانب التركي لمياه النهر بحيث بات لا يتجاوز 200 متر مكعب في الثانية، وهو ما يشكل انتهاكاً صارخاً للاتفاقية الموقعة بين سوريا وتركيا عام 1987؛ حيث التزمت تركيا بإطلاق 500 متر مكعب في الثانية على الأقل يتقاسمها العراق وسوريا.
وحذر المرصد السوري من كارثة وشيكة تهدد حياة وسبل معيشة أكثر من ثلاثة ملايين سوري يعتمدون على النهر في تأمين مياه الشرب والكهرباء والري.

### رد الفعل الرسمي السوري
وزير الموارد المائية في سوريا، تمام رعد، طالب الجانب التركي بإطلاق المياه في نهر الفرات وفق الحصة العادلة لسوريا والعراق، داعيا المجتمع الدولي والمنظمات الدولية للتدخل في هذا الشأن، وأكد أن «سبب الانخفاض هو انقطاع المياه من الجانب التركي».

## الجزر النهرية في الفرات

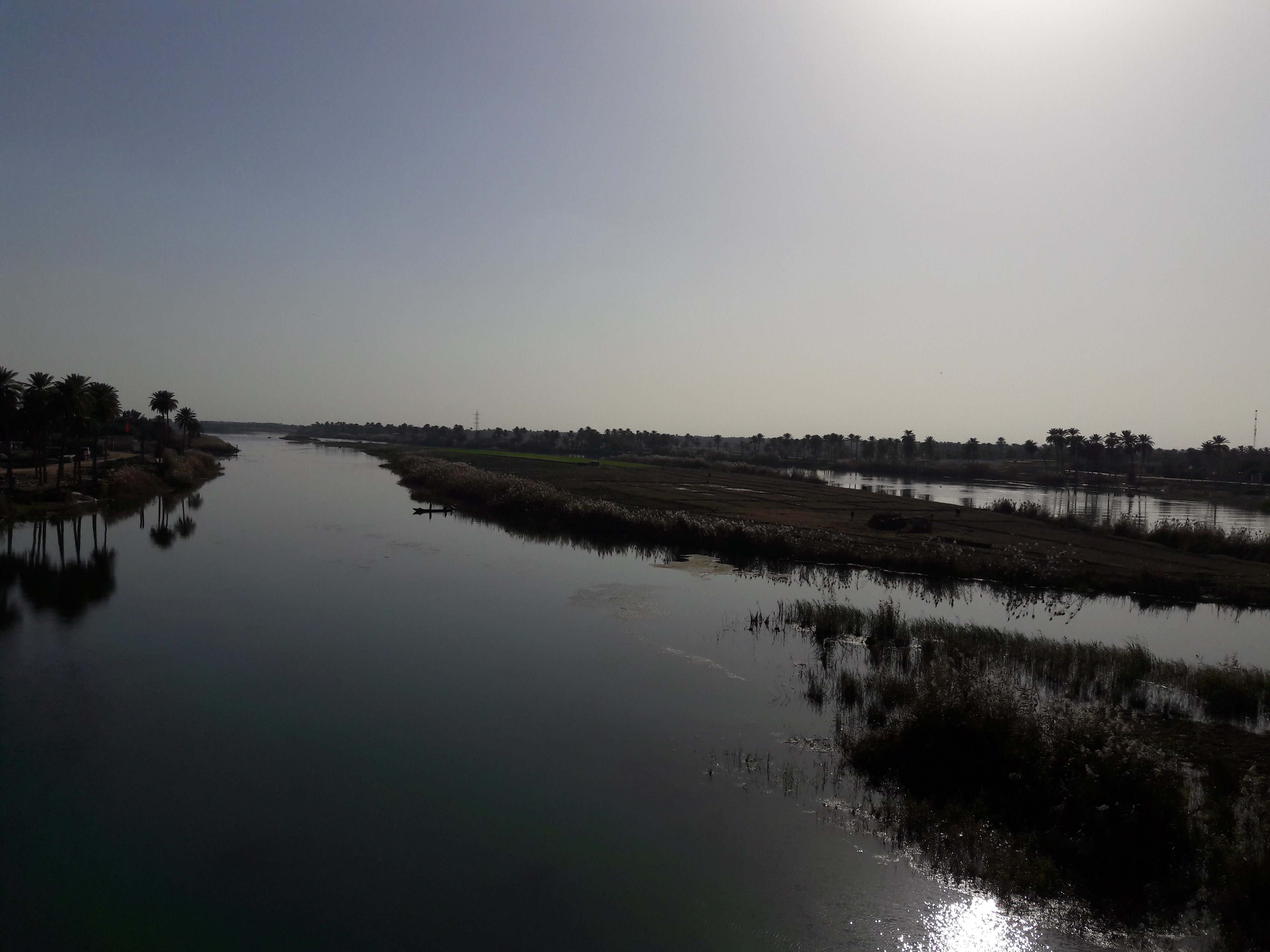
جزيرة في نهر الفرات (شط الهندية) قبالة قضاء الكفل جنوب غرب العراق

تدعى الجزر النهرية في الفرات غالباً باسم الحوائج (جمع" حويجة). تكثر في الفرات الحوائج متفاوتة المساحة والتي تتشكل من التربة التي ينقلها النهر أثناء فيضانات النهر ونمت فيها اشجار ونباتات طبيعة وتتميز هذه النباتات بكثافتها وأوراقها الطويلة والرفيعة كالحور الفراتي والصفصاف والطرفاء وعرق السوس والغَرَبْ والحلفاء والزل والرز والكينا والزيزفون لأنها نباتات لا تنمو إلا في الأماكن التي تتوفر فيها المياه بشكل دائم. ولكون هذه الحوائج محاطة بالمياه من كل الجهات ويد الإنسان بعيدة عنها، بالإضافة لكثافة النباتات فيها، لذلك كانت الحيوانات التي تعيش فيها هي حيوانات مفترسة: (الضبع المخطط والذئب الرمادي وابن آوى الذهبي) إضافة إلى حيوان النمر الفراتي وهو قط بري متوحش، وجميع هذه الحيوانات إما انقرضت أو هي في طريقها للانقراض في تلك المنطقة. كذلك تُعدّ الحوائج مستعمرات لأنواع من الطيور المستوطنة والمهاجرة، وتكثر فيها أعشاش الطيور، ولكنها بالرغم من ذلك لم تتحول إلى محميات طبيعية إلى الآن.

## المدن الواقعة على النهر
- تركيا: أرزينجان، كيبان، سامسات، البيرة (أورفة)
- سوريا: جرابلس، الثورة، دير الزور، الرقة، الميادين، البوكمال
- العراق: القائم، حديثة، هيت، الرمادي، الفلوجة، بابل، الهندية، كربلاء، الديوانية، الشامية، الكفل، الكوفة، السماوة، الناصرية، البصرة، قضاء المدينة، راوة، عانة

## نهر الفرات في الأديان

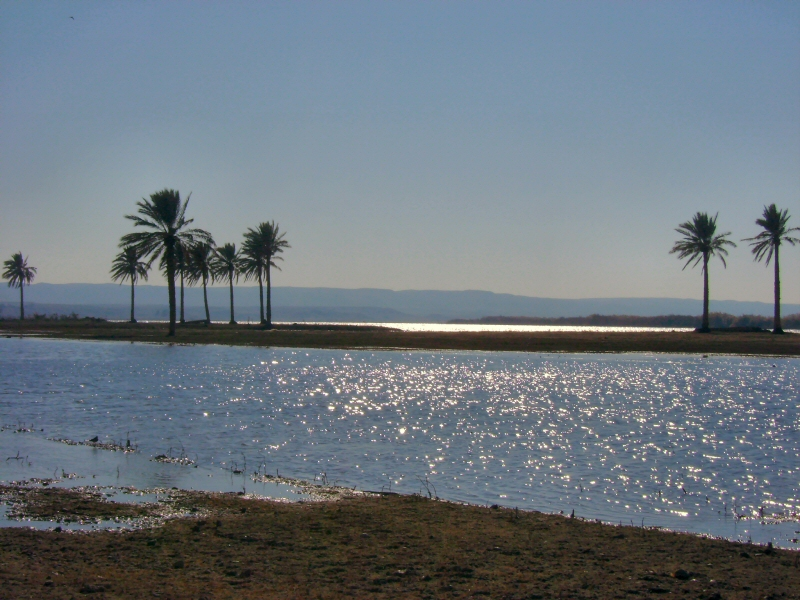
ضفة نهر الفرات في العراق حيث تكثر أشجار النخيل على ضفاف النهر

### المندائية
المندائية هي أشد الأديان تقديساً لنهر الفرات حيثُ يتم التعميد في ماءه لدخول المندائية وأنه إحدى أنهار الجنة وقد جاء في نص من كنزا ربا:
((صغيراً أنا بين الملائكة الأثريين طفلاً أنا بين النورانيين ولكني أصبحت عظيماً لأني شربت من ثغر الفرات

### المسيحية
في المسيحية، وكما جاء في الكتاب المقدس (سفر التكوين 2: 14) فإن الفرات يعد أحد أنهر جنة عدن (غالب الظن أنها في جنوب العراق).

### الإسلام
في الإسلام، أخبر النبي محمد بن عبد الله ﷺ بأن الفرات والنيل هما من أنهار الجنة وقد جاء في كتاب بدء الخلق في صحيح البخاري في باب ذكر الملائكة: «رفعت إلى سدرة المنتهى منتهاها في السماء السابعة نبقها مثل قلال هجر وورقها مثل آذان الفيلة فإذا أربعة أنهار نهران ظاهران، ونهران باطنان. فأما الظاهران: فالنيل والفرات ...». وجاء في صحيح مسلم أن النبي محمد ﷺ قال: «سيحان وجيحان والفرات والنيل كل من أنهار الجنة ».
يعتقد المسلمون أن نهر الفرات سينحسر عن جبل من ذهب في آخر الزمان كما أخبر النبي محمد بن عبد الله ﷺ «يوشك الفرات أن يحسر عن كنز من ذهب. فمن حضره فلا يأخذ منه شيئا»  وفي حديث آخر «...فيقتل، من كل مائة، تسعة وتسعون"».

## الآثار البيئية والاجتماعية

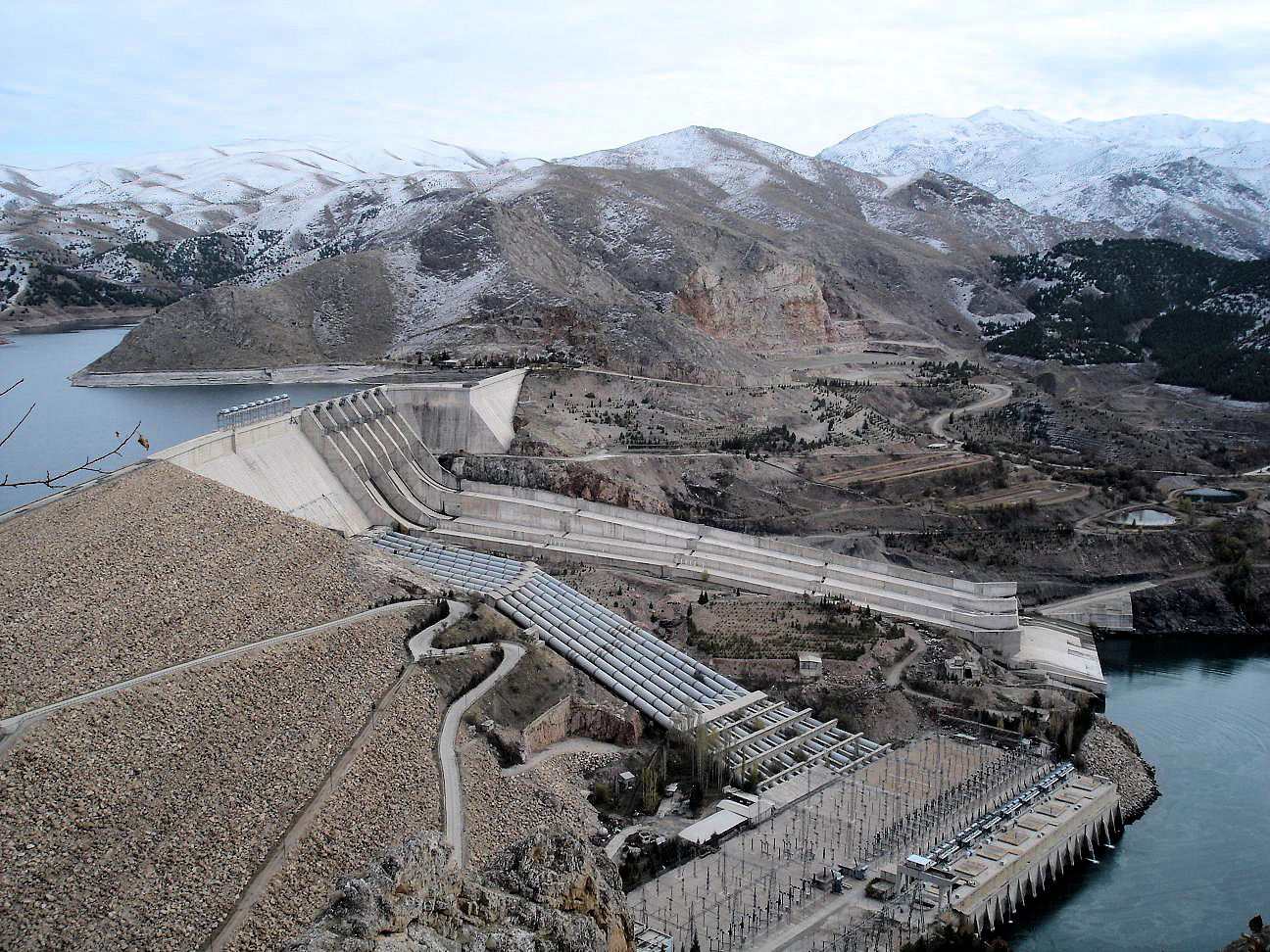
سد كيبان في تركيا أول سد على نهر الفرات بعد خروجه من التقاء نهري كارا سو و مراد سو

كان لبناء السدود وأنظمة الري على نهر الفرات تأثير كبير على البيئة والمجتمع في كل دولة مشاطئة. وقد أثرت السدود التي تم بناؤها كجزء من برنامج العمل العالمي – في كل من حوضي الفرات ودجلة – على 382 قرية وتم إعادة توطين ما يقرب من 200 ألف شخص في أماكن أخرى. وقد نزح العدد الأكبر من الأشخاص بسبب بناء سد أتاتورك، والذي أثر وحده على 55300 شخص. وأظهرت دراسة استقصائية بين النازحين أن الأغلبية غير راضين عن وضعهم الجديد وأن التعويضات التي حصلوا عليها تعتبر غير كافية. أدى فيضان بحيرة الأسد إلى النزوح القسري. تم إعادة توطين 4000 عائلة في أجزاء أخرى من شمال سوريا كجزء من خطة تم التخلي عنها الآن لإنشاء "حزام عربي" على طول الحدود مع تركيا والعراق.
وبصرف النظر عن التغيرات في نظام تصريف النهر، كان للسدود ومشاريع الري العديدة آثار أخرى على البيئة. وقد أدى إنشاء خزانات ذات أسطح كبيرة في البلدان ذات متوسط درجات الحرارة المرتفعة إلى زيادة التبخر. وبالتالي تقليل إجمالي كمية المياه المتاحة للاستخدام البشري. ويقدر التبخر السنوي من الخزانات بنحو 2 كيلومتر مكعب (0.48 ميل3) في تركيا، 1 كيلومتر مكعب (0.24 ميل3) في سوريا و 5 كيلومتر مكعب (1.2 ميل3) في العراق. إن نوعية المياه في نهر الفرات العراقي منخفضة لأن مياه الري التي يتم استغلالها في تركيا وسوريا تتدفق عائدة إلى النهر، إلى جانب الأسمدة الكيميائية الذائبة المستخدمة في الحقول. وقد زادت ملوحة مياه الفرات في العراق نتيجة بناء السدود عند المنبع، مما أدى إلى انخفاض صلاحيتها كمياه للشرب. وكان للعديد من السدود وأنظمة الري، وما يرتبط بها من استخراج المياه على نطاق واسع، تأثير ضار على أهوار بلاد ما بين النهرين الهشة بيئيًا وعلى موائل أسماك المياه العذبة في العراق.

## وصلات خارجية
- جولة مملف: 30 عاما على إنشاء سد الفرات